# Sankt Nikolai ob Draßling
Sankt Nikolai ob Draßling est une commune autrichienne du district de Leibnitz en Styrie.